# Underground (film, 1995)
Pour les articles homonymes, voir Underground.
 (juin 2011).
Si vous disposez d'ouvrages ou d'articles de référence ou si vous connaissez des sites web de qualité traitant du thème abordé ici, merci de compléter l'article en donnant les références utiles à sa vérifiabilité et en les liant à la section « Notes et références ».
Pour plus de détails, voir Fiche technique et Distribution.
Underground (en serbe en écriture cyrillique : Подземље, en serbo-croate : Podzemlje) est un film germano-franco-hongro-bulgaro-tchéco-yougoslave réalisé par Emir Kusturica, sorti en 1995.
De la Seconde Guerre mondiale aux années 1990, le film relate le parcours de résistants clandestins enfermés dans une cave mais aussi les tribulations amoureuses d’un trio burlesque.
C'est une adaptation de la pièce Proleće u januaru (Le Printemps en janvier) de l’auteur dramatique Dušan Kovačević, qui a coscénarisé le film avec Kusturica. Le film est aussi connu sous le titre Il était une fois un pays (Била једном једна земља, Bila jednom jedna zemlja), titre donné à la version longue du film qui a été diffusée sous forme de mini-série de 5 heures sur RTS et sur Arte.
Emir Kusturica a remporté pour ce film sa deuxième Palme d'or à Cannes après celle obtenue en 1985 pour Papa est en voyage d'affaires.

## Synopsis
En 1941, alors que les premières bombes allemandes tombent sur Belgrade, Marko et Blacky profitent du chaos général pour se faire de l’argent. Tandis que les nazis commencent les rafles, Marko cache son frère Ivan, et d’autres réfugiés, dont Vera, la femme de Blacky, dans la cave de son grand-père. À peine entrée dans la cave, Vera meurt en accouchant de Jovan.
En 1943, Blacky signe un coup de maître en enlevant sur scène Natalija, la comédienne qu’il aime. Arrêté par Franz, un officier allemand lui aussi amoureux de Natalija, il résiste aux tortures avant d’être libéré par Marko qui l’emmène dans la cave.
Lorsque la paix revient en 1944, Marko préfère faire croire à Ivan, Blacky et aux autres réfugiés que la guerre sévit toujours dans le pays. Il continue donc à leur faire fabriquer des armes qu’il revend à prix d’or. Au fil des années Marko gagne en puissance au sein du parti communiste yougoslave jusqu'à devenir un ami proche de Tito.
Pendant près de 20 ans, il continue de garder prisonniers les habitants de la cave. Il empêche Blacky de sortir en lui parlant au nom de Tito et en lui promettant que l’heure de la dernière bataille arrive.
En 1961, lors du mariage de son fils Jovan, qui a vingt ans mais n’est jamais sorti de la cave, Blacky décide de ne plus écouter Marko et prend la décision de partir se battre pour son pays, pour cela, il emmène son fils avec lui. En sortant, ils tombent en plein milieu du tournage d’un film de propagande adapté des mémoires de guerre rédigées par Marko. Voyant des comédiens costumés en soldats de la Wehrmacht et pensant que la guerre mondiale n’a toujours pas pris fin, Blacky et Jovan prennent la fiction pour la réalité. Ils lancent une attaque et tuent plusieurs personnes. Alors qu’ils sont en fuite, Jovan, à la suite d'une  faute d’inattention de son père, se noie dans le Danube. Pendant ce temps, Marko et Natalija fuient le pays après avoir fait exploser la cave et ses habitants.
En 1992, la guerre de Bosnie éclate. Blacky, qui se demande encore où est passé son fils, est devenu chef de guerre. Quant à Marko, il est devenu, avec la complicité de Natalija et des casques bleus, un profiteur de guerre qui vend des armes aux combattants des deux camps.

## Fiche technique
- Titre français et anglais : Underground
- Titre original : Подземље, Podzemlje
- Réalisation : Emir Kusturica
- Scénario : Dušan Kovačević, Emir Kusturica
- Musique : Goran Bregović
- Photographie : Vilko Filac
- Montage : Branka Ceperac
- Production : Pierre Spengler, Karl Baumgartner et Maksa Ćatović
- Société de distribution : New Yorker Video
- Langues originales : serbe, anglais, allemand
- Genre : comédie dramatique, guerre
- Durée : 165 minutes (la version présentée au festival de Cannes faisait 195 minutes)
- Sortie : 1995

## Distribution
- Miki Manojlović (VF : Robert Guilmard) : Marko Dren
- Lazar Ristovski (VF : Jacques Frantz) : Petar « Blacky » Popara
- Mirjana Joković (VF : Marine Jolivet) : Natalija Zovkov
- Slavko Stimac : Ivan Dren
- Ernst Stötzner : Franz
- Srdjan Todorovic : Jovan Popara
- Bora Todorović : Golub
- Emir Kusturica : Dealer

## Musique
La musique est un élément essentiel d’Underground. En effet, un groupe de musiciens est présent toute la durée du film : on les voit jouer de la scène d'ouverture à la dernière scène.
C'est la troisième et dernière collaboration entre Emir Kusturica et Goran Bregović après Le Temps des Gitans et Arizona Dream.
Deux fanfares sont créditées au générique, le Slobodan Salijević Orchestra et le Boban Marković Orchestra, deux formations serbes. La musique de ces fanfares a été enregistrée en live lors du tournage puis recalée sur le montage final.
La majorité des thèmes musicaux du film sont des traditionnels de Serbie et du reste des Balkans réarrangés par le compositeur serbe, Goran Bregović, qui a également composé des thèmes originaux présents dans le film.
On peut également entendre les morceaux suivants :
- Lili Marleen interprété par Lale Andersen
- Mouvement Allegro con fuoco de la symphonie n° 9 de Dvorak
- Extrait de la symphonie n°3 avec orgue de Saint-Saëns.
- Ya ya (ringe ringe raja), reprise du standard du twist composé par Lee Dorsey, Clarence Lewis et Morris Levy.
- Ausencia, interprété par Cesária Évora
- Stani stani Ibar vodo, interprétée  par Milan Babić
- Underground Tango est issu du morceau Youkali composé par Kurt Weill pour la pièce Marie Galante (1931).
- Kalašnjikov est une adaptation de la Rhapsodie roumaine nº1 (1901) de Georges Enesco.

Ainsi que la pièce Csárdás de Vittorio Monti

## Distinctions
- Palme d'or du festival de Cannes 1995.
- Meilleur film étranger aux prix Lumières, 1996
- Meilleur film en langue étrangère de la Boston Society of Film Critics, 1997
- Meilleur film en langue étrangère au Kinema Junpo Awards, Tokyo, 1997

## Analyse

### Les symboles
- L'île qui se détache à la fin (de la forme de la Yougoslavie) représente le déchirement du pays ou encore l'éloignement de ce pays par rapport au reste de l'Europe. À ce propos Emir Kusturica déclare « J'ai tourné la fin de ce film alors que, pareillement, je sentais la terre craquer sous mes pieds. »[1].

## Autour du film
- Il existe une version longue du film, divisée en 6 épisodes d'environ 50 minutes chacun, diffusée en France en 1998 sur Arte pour un total d'environ 5 heures.

- Underground a donné lieu en France à une polémique, Kusturica se voyant taxé de réalisateur fasciste et propagandiste, appuyant le régime de Slobodan Milošević.

- Ce débat a particulièrement donné lieu à des échanges entre Emir Kusturica et Alain Finkielkraut, qui lança la polémique dans les colonnes du journal Le Monde (2 juin 1995, page 16, L'imposture Kusturica). Kusturica lui répondra dans les colonnes du même journal (26 octobre 1995, page 13, Mon imposture), se défendant sur un ton satirique, de tout fascisme et de tout soutien à Slobodan Milošević, et accusant Alain Finkielkraut de n'avoir pas vu son film. Ce dernier reconnaîtra dans les colonnes de Libération (30 octobre 1995, page 7, La propagande onirique d'Emir Kusturica) n'avoir effectivement pas vu le film lors de sa première critique dans les colonnes du Monde, mais n'abandonnera pas pour autant ses affirmations initiales. À noter que Bernard Henri-Lévy qui avait soutenu Finkielkraut dans les colonnes du Point n'avait lui non plus pas vu le film[2]. Entre-temps, Kusturica reçoit le soutien de personnalités du monde culturel parmi lesquelles le réalisateur grec Theo Angelopoulos[3].

- Après cette polémique, Emir Kusturica avait affirmé son désir d'arrêter le cinéma. Décision sur laquelle il est revenu en réalisant le film Chat noir, chat blanc en 1998. En 1997 il s’était même trouvé une excuse concernant le retour sur cette décision : après avoir vu le film Le Jour et la Nuit de Bernard-Henri Lévy, il déclare qu’au vu du tort que ce film peut faire au cinéma, il est nécessaire pour lui de reprendre sa carrière de cinéaste[4].

- Le film Rien sur Robert (de Pascal Bonitzer, avec Fabrice Luchini, 1999) fait une référence à ce débat, le personnage principal voyant sa vie bouleversée à la suite (entre autres) d'une critique négative sur un film bosnien qu'il n'a pas vu.

- Après la palme d'or, le journaliste Richard Corliss écrivit dans le Times : « La victoire revient à un film qui vient de Nulle part, mis en scène par Personne... »[5]

## Article annexe
- Situation désespérée, mais pas sérieuse